# Peter Lilienthal
Peter Lilienthal (ur. 27 listopada 1927 w Berlinie, zm. 28 kwietnia 2023 w Monachium) – niemiecki reżyser, scenarzysta i producent filmowy.

## Życiorys
Urodził się w rodzinie niemieckich Żydów. W 1939 roku wraz z rodziną przeniósł się do Urugwaju, gdzie bezpiecznie przeżył wojnę, a jego matka prowadziła hotel. Studiował historię sztuki, muzykę i prawo na Uniwersytecie w Montevideo.
W 1956 roku uzyskał stypendium na Akademii Sztuk Pięknych w Berlinie. Niedługo potem zaczął pracować dla niemieckiej telewizji - początkowo jako asystent, później jako samodzielny reżyser. Od końca lat 60. był wykładowcą w kilku szkołach filmowych w Berlinie i Kolonii.
Zdobył Złotego Niedźwiedzia podczas 29. Międzynarodowego Festiwalu Filmowego w Berlinie za oparty na wątkach autobiograficznych film pod tytułem David (1979). Obraz ten ukazywał dorastanie nastoletniego syna rabina w Berlinie po dojściu Adolfa Hitlera do władzy. Ze względu na swoje pochodzenie, główny bohater filmu doświadcza takich prześladowań i okrucieństw, że postanawia wyjechać do Palestyny.
Peter Lilienthal już nigdy później nie powtórzył sukcesu Davida. Reżyser zasiadał w jury konkursu głównego podczas 46. Międzynarodowego Festiwalu Filmowego w Berlinie (1996).